# Starihov Vrh
Starihov Vrh – wieś w Słowenii, w gminie Semič. W 2018 roku liczyła 24 mieszkańców.